# Милија (Гребен)
Милија (грч. Μηλιά) је насељено место у општини Гребен у периферији Западна Македонија, Грчка. Према попису из 2021. године било је 135 становника.
Насеље је подигнуто после Грчког грађанског рата за мештане старог села Милија. На попису из 1951. године Милија је имала 367 становника.